# Семёнов-Амурский, Фёдор Васильевич
Фёдор Васильевич Семёнов-Амурский (23 марта 1902, Благовещенск-на-Амуре — 21 июля 1980, Москва) — русский советский художник-живописец, мастер пейзажа, портрета и символико-аллегорических композиций.

## Биография
Фёдор Васильевич Семёнов-Амурский родился 23 марта 1902 в Благовещенске-на-Амуре. Его родители приехали в город на заработки из села Покровское Томской губернии. Позднее, следуя традиции старых мастеров и желая выделится из массы современников, Фёдор Васильевич взял вторую часть фамилии по месту рождения.
Рано начал интересоваться живописью, много рисовал после школы. В 1920—1925 учился в Благовещенском художественно-промышленном училище. Уже в 1923 начал работать профессионально — иллюстратором в областных газетах «Амурская правда» и «Молодая гвардия».
В 1925 по комсомольской путёвке Амурского Губкома комсомола направлен в Москву для учёбы в Высших государственных художественно-технических мастерских (ВХУТЕМАС). До 1930 учился на графическом факультете у В. А. Фаворского, П. В. Митурича, Н. Н. Купреянова, И. И. Нивинскиго, П. И. Львова.
В 1930 женился на молодой художнице Елизавете Измаиловне Елисеевой и прожил с ней полвека, вплоть до своей кончины.
В 1933, после службы в Красной Армии, стал членом секции графики Московской организации Союза художников. Несмотря на то, что художник много работал, особенно в своей любимой техники рисунка тушью, от раннего периода его творчества до нас дошло не более десяти-пятнадцати произведений. Служба в армии и небольшой достаток не способствовали их сохранению, к тому же художник не раз переписывал или уничтожал собственные произведения.
Несмотря на то, что Семёнов-Амурский игнорировал политические потрясения времени, которые в его представлении не несли никакого культурного смысла и не имели отношения к собственно культуре, его постигла трагическая судьба художников в советской России, чьё творчество выходило за рамки «правильной» идеологии. В 1946 он был обвинён в формализме, переведён из членов Союза в кандидаты и с тех пор, испытывая постоянную нехватку средств, боялся потерять минимально приемлемые условия для работы. Возможно, именно нужда заставила его использовать технику собственного изобретения — маслом на тщательно загрунтованной бумаге (холст был слишком дорог). Но именно такой стиль рождал интересный эффект: в этих его произведениях никогда не проступает структура холста, в самой живописи иной раз появляется что-то от цветной графики.
Много работая, создавая до тысячи произведений в год, он почти никогда не выставлялся, за исключением участия в нескольких квартирных выставках. Его работы не закупались, он зарабатывал на жизнь ретушированием фотографий для Большой Советской энциклопедии. В 1960—1962, перед выходом на пенсию, Семёнов-Амурский принимал участие в крупном проекте — реставрации панорамы «Бородинская битва». Только в 1967 в Институте физических проблем АН СССР в Москве состоялась первая персональная выставка художника.
В 1972—1976 вместе с Григорием Громовым, Павлом Ионовым, Ростиславом Лебедевым, Александром Максимовым, Борисом Орловым, Дмитрием Приговым, Иваном Смирновым и Игорем Шелковским участвовал в однодневных выставках в мастерской Игоря Шелковского. Кроме того, принимал участие в творческих вечерах с выставками работ и дискуссиями.
В 1976 состоялась выставка произведений художника в Малом зале Центрального дома работников искусств, ставшая последней прижизненной.
21 июля 1980 художник скончался в Москве. Хранителем и пропагандистом творческого наследия Семёнова-Амурского стала его вдова Елизавета Измаиловна Елисеева.

## Творчество
Семёнов-Амурский изучал не только творчество своих соотечественников и современников, но и обращал внимание на историю и основные тенденции развития мирового искусства. Искусствоведы отмечают влияние на него французских импрессионистаов, прежде всего Матисса и Ван Гога. Сохранившиеся записи художника свидетельствуют о пристальном внимании, анализе их творческого метода. В творчестве мастера чувствуется обращение к древнему, первобытному искусству, он пытался найти универсальные истоки искусства, его первооснову, понять и переосмыслить средства выражения. Фёдор Васильевич обращался к наивному народному искусству, культуре Византии и Древнего Египта, большое внимание уделял детскому рисунку, сохранившему первобытную чистоту. Отсюда отход художника от трёхмерного изображения, в графике и на холстах, и неоднократное обращение, в 1930-х, к изображению и даже изготовлению масок, «приобретавших в его творчестве характер тотемных изображений, хранителей древних культурных смыслов и одновременно атрибутов современной карнавальной культуры». Его работы сохраняют архаичную природность искусства, в центре внимания художника прежде всего формы, их ритмика и органика, цветовая и линейная структура.

## Наследие
Произведения художника входят в собрания крупнейших музеев, в том числе Государственной Третьяковской галереи, Государственного Русского музея, Государственного центра современного искусства, Воронежского областного художественного музея им. И. Н. Крамского, Серпуховского историко-художественного музея, Чувашского государственного художественного музея и многих других государственных музеев, а также в частные собрания.

## Персональные выставки
- 1967 — выставка в Институте физических проблем АН СССР, Москва.
- 1972—1976 — однодневные выставки в мастерской И. Шелковского, Москва.
- 1976 — выставка в Центральном доме работников искусств, Москва.
- 1984, март-апрель — выставка в Центральном доме литераторов (Москва),
- 1984, июнь-сентябрь — Подольский выставочный зал.
- 1986, март-апрель — выставка в Чувашском государственном художественном музее.
- 1988 — выставка Types («Типажи») в галерее Charley Chevalier, Париж, Франция.
- 1989, май-июль — выставка в Серпуховском историко-художественном музее
- 2002 — выставка «Пейзажи» в галерее «Ковчег», Москва.
- 2013, октябрь — выставка в Доме Мастера (Липецк), 25 работ из коллекции Воронежского областного художественного музея им. И. Н. Крамского.

## Избранные произведения
- Без названия 1967
- Без названия 1958
- Бык и птицы в лесу
- Вечерний час, 1960
- В профиль 1966
- Всадники, сошедшие с лошадей, 1963
- Два всадника. Бум., масло. 59,5 х 41,7. 1970.
- Встреча в лесу, 1974
- Вылепленная статуэтка, 1961
- Голова юноши на фоне леса 1964
- Горячий ключ, 1964
- Два всадника
- Два кувшина, 1954
- Два персонажа, 1972
- Девушка с собакой
- Дом творчества «Горячий ключ», 1963
- Зритель перед парковой скульптурой, 1973
- Игра с собакой. 1974 г.
- Композиция в интерьере
- Листья засушенных трав, 1974
- Настольная скульптура 1959
- Натюрморт с вазами, 1973
- Натюрморт с тремя крынками. 1978 г.
- Озеро, затянутое ряской, 1949
- Осенний день, 1959
- Парковая скульптура, сидящая на скамье, 1972
- Пейзаж в жёлтой гамме, 1975
- Пейзаж в красно-коричневой гамме
- Пейзаж в теплой гамме
- Пейзаж во дворе Сидоренко, 1960
- Пейзаж с женщиной, 1971
- Пейзаж с молодыми лошадками, 1960
- Пейзаж с речкой. 1958 г.
- Проминка лошадей. 1961 г.
- Пруд. 1958 г.
- Поляна со столпившимися деревьями, 1958
- Пять вазочек с цветами 1973
- Работа № 12 1971
- Старый Крым. Село Булгарщина 1960
- Суровое раздумье 1974
- Трое среди горного пейзажа, 1973
- Трое на фоне деревьев 1964
- Франт на прогулке, 1969
- Черный букет в черной вазе. Первый вариант 1978
- Экспрессивный пейзаж, 1978
- Южный пейзаж 1941